# Phaeochora indaya
Phaeochora indaya är en svampart som beskrevs av Viégas 1944. Phaeochora indaya ingår i släktet Phaeochora och familjen Phaeochoraceae.   Inga underarter finns listade i Catalogue of Life.